# Marconista

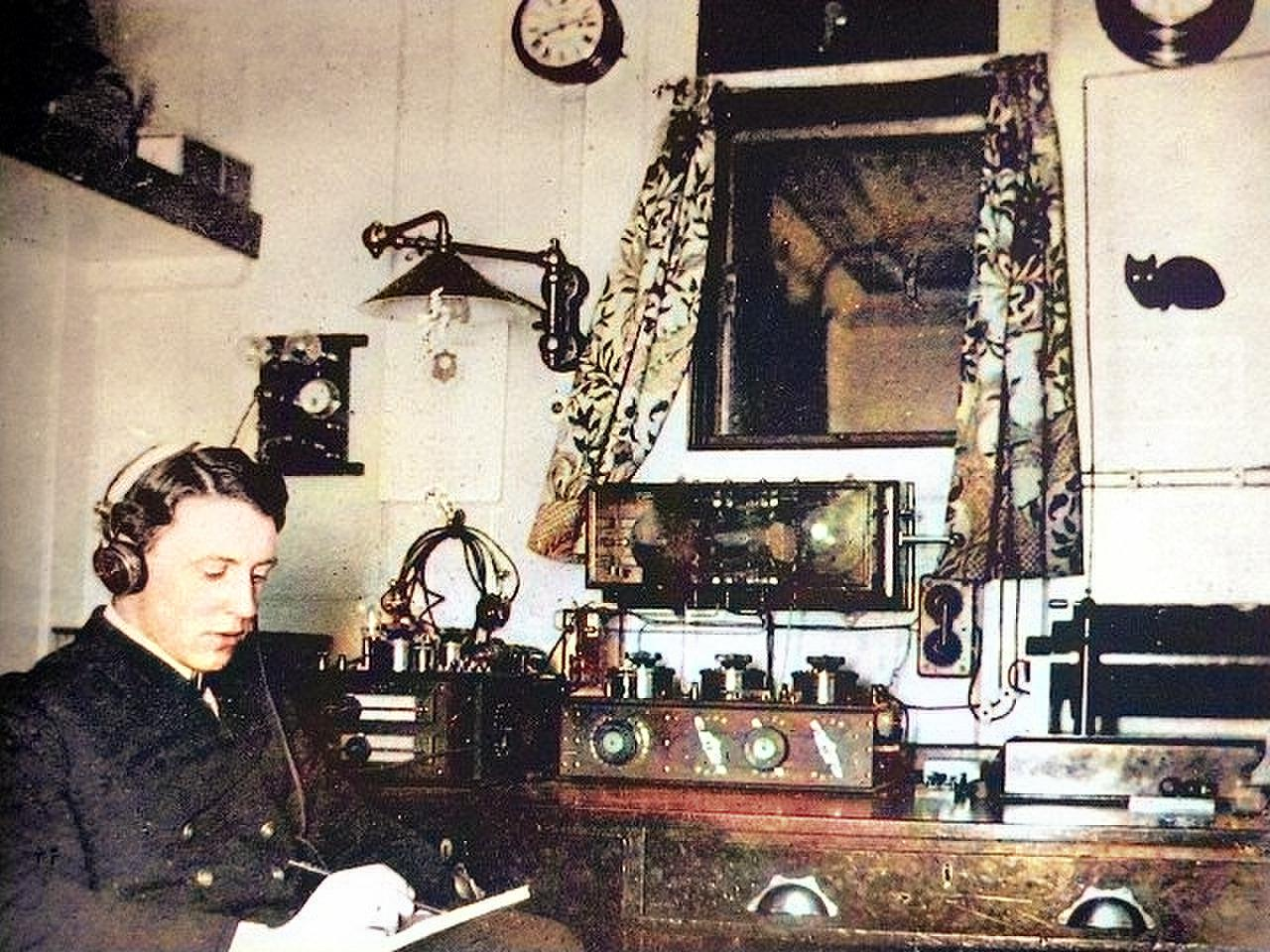
Marconista a bordo della RMS Olympic nel 1913.

Il marconista, detto anche radiotelegrafista, è l'operatore addetto alle comunicazioni radio sulle navi o sugli aeromobili.
Il nome deriva dall'inventore italiano  Guglielmo Marconi.
È responsabile del funzionamento della strumentazione radio, delle telecomunicazioni e di tutti i servizi di comunicazione della nave e comunicazione tra base aeroportuale e aeroplano (pilota). In tempi più recenti, l'attività del marconista, a bordo degli aerei, è stata rilevata e integrata con altre funzioni legate al volo dal tecnico di volo.

## Attività
Le attività del marconista comprendono:
- servizi di soccorso, urgenza e sicurezza riguardanti la sicurezza della navigazione e della vita umana in mare;
- servizio radiomedico (C.I.R.M.);
- ricezione e trasmissione messaggi con le altre navi e aerei o con le capitanerie di porto e aeroporti;
- ricezione e trasmissione delle comunicazioni fra il comando e l'armatore; fra il comando e gli speditori e i destinatari del carico;
- servizio radiotelegrafico e radiotelefonico da e per i passeggeri;
- servizio di radionavigazione, anche via satellite;
- servizio di radiodeterminazione e radiogoniometria;
- servizi attinenti alla meteorologia e ai bollettini meteo con compilazione delle relative carte;
- segnali orario:
- servizio di radiolocalizzazione;
- servizio di radiodiffusione;
- servizio radiostampa;
- registrazione dei messaggi;
- comunicazioni con il comando della nave su tutti gli avvisi ricevuti;
- mantenimento in efficienza delle apparecchiature poste sotto la sua responsabilità.

Dagli anni settanta l'attività del marconista si è arricchita dell'uso della macchina da scrivere per trascrivere, appunto,  la traduzione morse dapprima manualmente effettuata sul quaderno. Questo avviene dagli anni '70 nelle caserme che preparano i militari di leva assegnati a tale servizio.